# Aspila condolens
Aspila condolens är en fjärilsart som beskrevs av Karl Schawerda 1914. Aspila condolens ingår i släktet Aspila och familjen nattflyn. Inga underarter finns listade i Catalogue of Life.